# Platylomalus parvopunctatus
Platylomalus parvopunctatus är en skalbaggsart som först beskrevs av Lea 1925.  Platylomalus parvopunctatus ingår i släktet Platylomalus och familjen stumpbaggar. Inga underarter finns listade i Catalogue of Life.